# Chicão (cacique)
Francisco de Assis Araújo, mais conhecido como Chicão (Tribo Xukuru, 23 de março de 1950 – Pesqueira, 20 de maio de 1998) foi um líder indígena brasileiro.

## Biografia
Filho dos índios Cícero Pereira Araújo e Quitéria de Araújo, batizado como Francisco de Assis Araújo, Xicão nasceu no sítio Cana Brava em 1950. O local fica no meio do atual território Xukuru, que está inserido nos municípios de Pesqueira e Poção, em Pernambuco, a 216 km de Recife. Viveu até seus 18 anos na aldeia Xukuru do Ororubá próxima a cidade de Pesqueira-PE. Com a maioridade, mudou-se para a cidade com o objetivo de servir o Exército Brasileiro. Permaneceu em Pesqueira durante um ano.
Ao retornar à sua aldeia natal, conheceu a índia Zenilda Maria de Araújo, por quem se apaixonou e, anos mais tarde, em 1964, contraiu matrimônio. Juntos, tiveram 7 filhos. Em 1989, foi escolhido pelos índios o novo Cacique Geral da aldeia Xukuru (que engloba ao todo 23 aldeias). Como cacique, Chicão preocupou-se em lutar contra a ocupação de terras por posseiros, antes demarcadas pela FUNAI e que deveriam estar em poder dos índios.
Com esse intuito, no dia 5 de novembro de 1990, os Xukurus invadiram a área da Pedra D'Água e lá ficaram por cerca de 90 dias, desocupando o local somente após negociações com a FUNAI. Devido a esses e outros feitos, o cacique passou a ser odiado por fazendeiros e posseiros, que sentindo-se contrariados, passaram a fazer ameaças de morte à Chicão.

## Assassinato
No dia 20 de maio de 1998, perto das 9h da manhã, na cidade de Pesqueira, um homem para o cacique e inicia uma conversa que se estende por, aproximadamente 5 minutos. Terminada a conversa, Chicão despede-se do indivíduo e se dirige ao jipe da FUNAI que iria guiar, estacionado em frente à casa de sua irmã. Este mesmo homem com quem o índio havia conversado, aproximou-se do cacique, já dentro do carro e deu seis tiros à queima-roupa. Dois deles atingindo mortalmente seu pescoço. Chicão morreu a caminho do hospital.
O assassino foi identificado, julgado e condenado, seu nome: Rivaldo Siqueira, vulgo "Riva de Alceu". Após preso, foi morto dentro da carceragem da Polícia Federal. Um dos mandantes do crime do cacique Chicão, também identificado, processado e condenado, preso, dentro da carceragem da Polícia Federal se suicida. O fazendeiro, de idade avançada, inclusive, era conhecido como "Zé de Riva". Sua morte está diretamente ligada aos conflitos de terra entre a tribo indígena e os latifundiários da região, em nota sobre a morte do líder indígena, emitida pelo Cimi (Conselho Indigenista Missionário), acusam o presidente Fernando Henrique Cardoso de "se omitir na sua responsabilidade de demarcar, fiscalizar e proteger as terras indígenas".

## Homenagens
O grupo Mundo Livre S.A. fez uma música em homenagem ao Cacique Chicão chamada "O Outro Mundo de Chicão Xukuru".
Considerado uma das maiores lideranças da construção da resistência dos povos originários do Brasil, Xicão Xucuru foi homenageado com título de patrono dos povos indígenas de Pernambuco.  Em 10 de agosto de 2020 entrou em vigor a lei estadual 17.002 que deu o título de patrono para Xicão Xukuru e foi proposta pelo deputado Isaltino Nascimento (PSB) para homenagear o grande cacique, e toda a população Xukuru, no estado com a quarta maior população de indígenas do Brasil. Pernambuco tem uma população de mais de 45 mil indígenas, distribuídos em 16 territórios de 12 nações.